# Joseph Sama
Joseph Sama (* 12. Oktober 1947 in Dédougou) ist ein burkinischer Geistlicher und emeritierter römisch-katholischer Bischof von Nouna.

## Leben
Joseph Sama empfing am 12. Juli 1975 das Sakrament der Priesterweihe.
Am 14. April 2000 ernannte ihn Papst Johannes Paul II. zum Bischof von Nouna. Der Bischof von Dédougou, Zéphyrin Toé, spendete ihm am 28. Oktober desselben Jahres die Bischofsweihe; Mitkonsekratoren waren der Erzbischof von Ouagadougou, Jean-Marie Untaani Compaoré, und der Bischof von San, Jean-Gabriel Diarra.
Papst Franziskus nahm am 25. Januar 2025 seinen altersbedingten Rücktritt an.